# Minervino di Lecce
Minervino di Lecce é uma comuna italiana da região da Puglia, província de Lecce, com cerca de 3.945 habitantes. Estende-se por uma área de 17 km², tendo uma densidade populacional de 232 hab/km². Faz fronteira com Giuggianello, Giurdignano, Poggiardo, Santa Cesarea Terme, Uggiano la Chiesa.

## Demografia
| Variação demográfica do município entre 1861 e 2011                               |
|                                                                                   |
| Fonte: Istituto Nazionale di Statistica (ISTAT) - Elaboração gráfica da Wikipedia |